# Faisal Islam

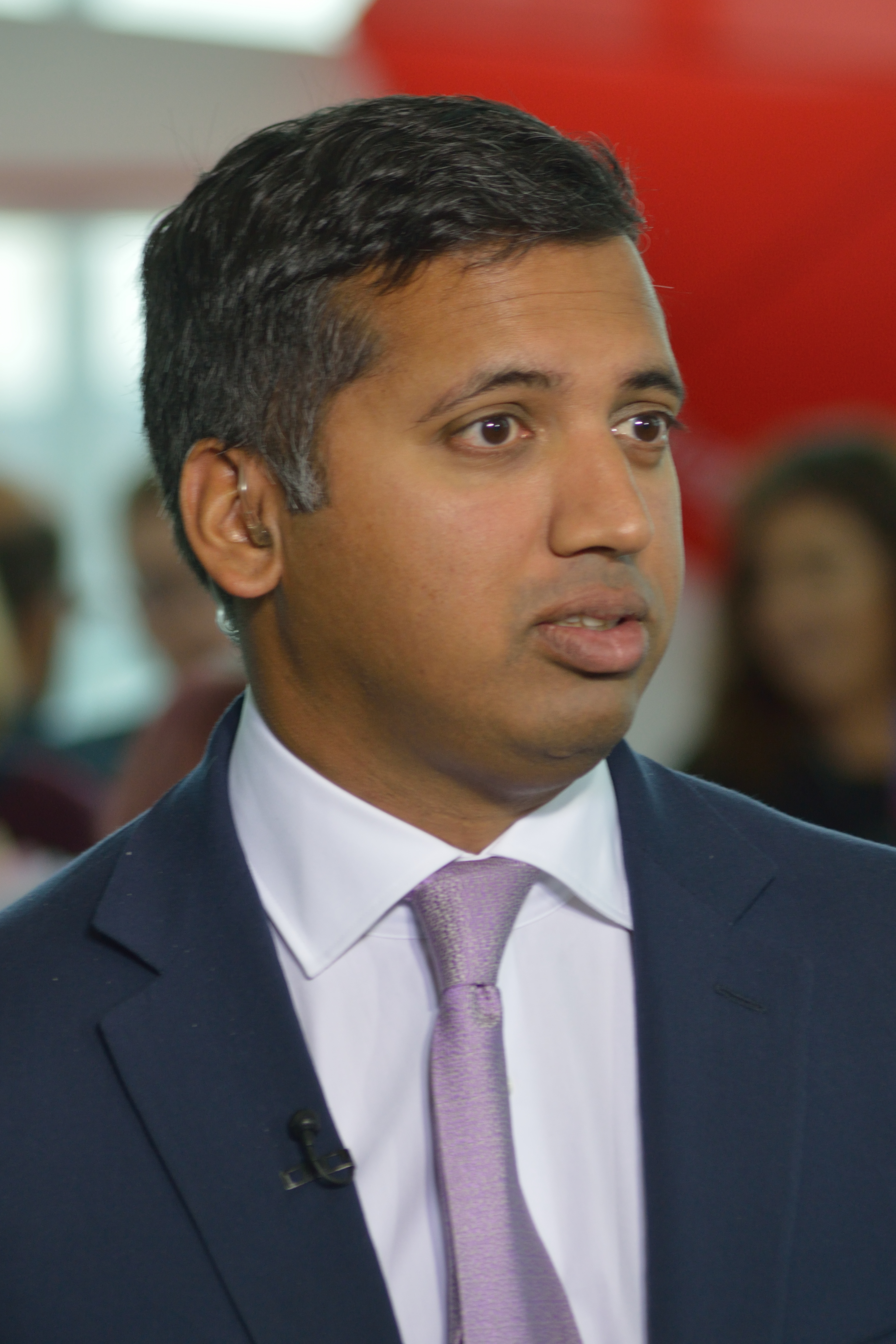
Faisal Islam, 2016

Faisal Islam, bengalisch ফয়সাল ইসলাম (* 29. Mai 1977 in Manchester, Vereinigtes Königreich), ist ein britischer Journalist.

## Leben
Islam, Sposs einer Familie mit bengalischen Wurzeln, besuchte nach der Manchester Grammar School das Trinity College der University of Cambridge. Im Jahr 2000 erwarb er ein Post-Graduate-Diplom im Fach Zeitungsjournalismus der City University of London. Eine wichtige erste Station seiner beruflichen Laufbahn war die eines Wirtschaftskorrespondenten der britischen Wochenzeitung The Observer. Im Mai 2004 wurde er Wirtschaftskorrespondent der Nachrichtensendung Channel 4 News des TV-Kanals Channel 4. Dort stieg er zum Economics Editor auf. Am 1. Juni 2014 wurde er durch Paul Mason ersetzt, nachdem im März 2014 bekannt geworden war, dass er als Political Editor zu Sky News wechselt. 2018 ging er als Business Editor zu BBC News. Seit 2020 präsentierte Islam gelegentlich Ausgaben der Sendung Newsnight, wenn die regulären Präsentatoren nicht verfügbar waren.
Durch seine Berichte und durch sein 2013 erschienenes Buch The Default Line, das die Finanzkrise ab 2007, die Eurokrise und die Griechische Staatsschuldenkrise behandelte, erwarb sich Islam den Ruf eines ausgezeichneten politischen Kommentators und Wirtschaftsjournalisten. Die britische Internetzeitung Independent würdigte ihn 2016 als eine der profiliertesten Figuren des britischen Fernsehens („one of the most recognisable figures on British television“). Am 3. Juni 2016, wenige Tage vor dem EU-Mitgliedschaftsreferendum im Vereinigten Königreich, führte Islam ein vielbeachtetes Interview mit dem Leiter der Brexit-Kampagne Michael Gove durch, worin dieser meinte, dass das britische Volk der Experten überdrüssig sei („have had enough of experts“). Dessen Kampagne kommentierte Islam als postfaktische Politik.

## Schriften
- 2013: The Default Line: The Inside Story of People, Banks and Entire Nations on the Edge. Head of Zeus, London, ISBN 978-1781854105

## Auszeichnungen
- 2000: Wincott Award for Young Financial Journalist of the Year
- 2006: Young Journalist of the Year der Royal Television Society
- 2007: Broadcast News Journalism Award bei den WorkWorld Media Awards
- 2009: Wincott Foundation’s Award for Best Television Coverage of a Topical Issue
- 2009: Business Journalist of the Year
- 2010: Broadcast News Reporter of the Year 2009 der WorkWorld Foundation